# Metaleptyphantes
Metaleptyphantes is een geslacht van spinnen uit de familie hangmatspinnen (Linyphiidae).

## Soorten
De volgende soorten zijn bij het geslacht ingedeeld:
- Metaleptyphantes bifoliatus Locket, 1968
- Metaleptyphantes cameroonensis Bosmans, 1986
- Metaleptyphantes carinatus Locket, 1968
- Metaleptyphantes clavator Locket, 1968
- Metaleptyphantes dentiferens Bosmans, 1979
- Metaleptyphantes dubius Locket & Russell-Smith, 1980
- Metaleptyphantes familiaris Jocqué, 1984
- Metaleptyphantes foulfouldei Bosmans, 1986
- Metaleptyphantes kraepelini (Simon, 1905)
- Metaleptyphantes machadoi Locket, 1968
- Metaleptyphantes ovatus Scharff, 1990
- Metaleptyphantes perexiguus (Simon & Fage, 1922)
- Metaleptyphantes praecipuus Locket, 1968
- Metaleptyphantes triangulatus Holm, 1968
- Metaleptyphantes uncinatus Holm, 1968
- Metaleptyphantes vates Jocqué, 1983
- Metaleptyphantes vicinus Locket, 1968